# 유창선
유창선(劉昌宣, 1960년 7월 20일~2024년 12월 22일)은 대한민국의 시사평론가이자 대학 교수 및 작가 겸 방송인이다. ‘국내 1세대 정치평론가’라 불린다.

## 학력
- 연세대학교 사회학 학사
- 연세대학교 대학원 사회학 석사
- 연세대학교 대학원 사회학 박사

## 경력
- BBS 불교방송 논평위원
- 2000년 폴리뉴스 칼럼니스트
- 2000년~2005년 오마이뉴스 고정 칼럼니스트
- 2003년~2007년 경찰혁신위원회 위원
- 2005년~2006년 좋은정책포럼 운영위원
- 2009년~2012년 국제신문 칼럼니스트
- 2010년 한림대학교 사회학과 외래교수
- 2010년~2011년 태터앤미디어 운영위원
- 2011년~2014년 경희사이버대학교 NGO학과 외래교수
- 2012년 부산일보 고정 칼럼니스트
- 2012년~2013년 시사저널 고정 칼럼니스트
- 2014년~2015년 주간경향 고정 칼럼니스트
- 폴리뉴스 고정 칼럼니스트
- 2019년 4월~시사저널 칼럼니스트
- 2021년 1월~여성신문 칼럼니스트
- 2021년 4월~아주경제 칼럼니스트
- 2021년 5월~주간한국 칼럼니스트

## 상훈
- 2007년 tbs 교통방송 본부장 표창장
- 2010년 대한민국 블로그어워드 개인부문 대상
- 2010년 아프리카TV 캠코더 방송단 최고인기 BJ상
- 2012년 아프리카TV 방송대상 시사방송부문 최우수상

## 가족 관계
- 배우자: 김경숙
  - 슬하: 유은서, 유은채

## 저서
- 《굿바이 노풍》. 아르케. 2007년. ISBN 9788958030706
- 《정치의 재발견》. 지식프레임. 2012년. ISBN 9788994655222
- 《이렇게 살아도 되는 걸까》. 새빛. 2016년. ISBN 9788992454230
- 《삶은 사랑이며 싸움이다》. 사우. 2017년. ISBN 9791187332145
- 《나를 위해 살기로 했다》. 사우. 2019년. ISBN 9791187332411